# Martin Bosma
Martin Bosma (ur. 16 lipca 1964 w m. Wormer) – holenderski polityk i dziennikarz, parlamentarzysta, od 2023 przewodniczący Tweede Kamer.

## Życiorys
Studiował administrację publiczną na Uniwersytecie Amsterdamskim. Uzyskał magisterium z socjologii w The New School for Social Research w Nowym Jorku. Pracował jako dziennikarz w gazecie „De Zaanlander”, a także w stacjach radiowych i telewizyjnych. W latach 2002–2004 pełnił funkcję dyrektora grupy radiowej Nederlandse Radiogroep, której był współzałożycielem. W 2004 został konsultantem nowej inicjatywy politycznej Geerta Wildersa. Dołączył następnie do utworzonej przez niego w 2006 Partii Wolności. W wyborach w tym samym roku po raz pierwszy uzyskał mandat deputowanego do Tweede Kamer. Z powodzeniem ubiegał się o poselską reelekcję w wyborach w 2010, 2012, 2017, 2021 i 2023. We wrześniu 2012 krótko był pełniącym obowiązki przewodniczącego niższej izby Stanów Generalnych. W grudniu 2023 w drugiej turze głosowania został wybrany na nowego przewodniczącego Tweede Kamer.